# Maximilian Condula
Maximilian Condula (* 1936) ist ein deutscher Werbedesigner.

## Leben
Condula studierte in München und Salzburg. Er war Leiter der Werbeabteilung des Luft- und Raumfahrtkonzerns Messerschmitt-Bölkow-Blohm (MBB) und machte sich später als Werbedesigner selbständig. Gemeinsam mit Wolfgang Baum gründete er 1968 in München das private „Lehrinstitut für grafische Gestaltung“, die spätere Akademie U5. Diese zählte zu den erfolgreichsten privaten Kommunikationsakademien Deutschlands
und musste 2018 wegen Insolvenz den Betrieb einstellen.

## Ehrungen
- 2009: Verdienstkreuz am Bande der Bundesrepublik Deutschland

## Werke
- 2004: Das unsichtbare Bild